# Suore operaie catechiste di Nostra Signora Addolorata
Le Suore Operaie Catechiste di Nostra Signora Addolorata (in spagnolo Religiosas Operarias Catequistas de Nuestra Señora de los Dolores; sigla O.C.) sono un istituto religioso femminile di diritto pontificio.

## Storia
La congregazione fu fondata da Josefa Inés Campos Talamantes: abbracciata la vita religiosa tra le ancelle del Santissimo Sacramento e della carità di Madrid, dovette lasciare l'istituto per motivi di salute e ritornò nel suo paese natale, Alaquàs, dove iniziò a dedicarsi all'insegnamento del catechismo ai bambini.
Iniziò a condurre vita comune con alcune compagne nel 1907 e il 19 marzo 1914 Victoriano Guisasola y Menéndez, arcivescovo di Valencia, riconobbe la comunità come pia unione.
Il 14 aprile 1925 furono emessi, per la prima volta, i voti religiosi e la comunità fu eretta in congregazione di diritto diocesano.

## Attività e diffusione
Le suore si dedicano alla catechesi di bambini e adulti, alla direzione di laboratori nelle zone rurali e all'opera degli esercizi spirituali.
Oltre che in Spagna, sono presenti in Colombia, Costa Rica, Nicaragua e Perù; la sede generalizia è a Alaquàs.
Alla fine del 2015 l'istituto contava 47 religiose in 7 case.